# Chutes du Voile de la Mariée (Alberta)
Pour les articles homonymes, voir Bridal Veil et Voile de la Mariée.
Les chutes du Voile de la Mariée (en anglais : Bridal Veil Falls) sont des chutes d'eau situées dans le parc national de Banff, dans la province d'Alberta au Canada. L'eau qui chute prend sa source dans le glacier Huntington sur les flancs du mont Cirrus, avant de se déverser dans Nigel Creek, puis la rivière Saskatchewan Nord au Big Bend de la promenade des Glaciers.
Il s'agit d'une chute d'eau de catégorie 4, avec une hauteur de 1 200 pieds (365,76 m) et une largeur de 20 pieds (6,1 m). Le saut le plus important a une hauteur de  400 pieds (121,92 m).